# کند تپه
کند تپه مربوط به سده‌های میانه دوران‌های تاریخی پس از اسلام است و در شهرستان زنجان، بخش مرکزی، روستای ملالر واقع شده و این اثر در تاریخ ۲۷ مرداد ۱۳۸۲ با شمارهٔ ثبت ۹۶۹۰ به‌عنوان یکی از آثار ملی ایران به ثبت رسیده است.